# Plagiothecium subdentatum
Plagiothecium subdentatum là một loài Rêu trong họ Plagiotheciaceae. Loài này được (Jedl.) Jedl. miêu tả khoa học đầu tiên năm 1950.